# Dov Yermiya
Dov Yermiya (Beit-Gan, 24 ottobre 1914 – Eilon, 30 gennaio 2016) è stato un militare e attivista israeliano noto per le sue aspre critiche alle azioni dell'esercito israeliano.

## Biografia
Nato a Beit Gan, ora parte dell'insediamento israeliano di Yavne'el, in quello che al tempo era territorio dell'Impero ottomano, amico di infanzia di Moshe Dayan, da giovane si arruolò nell'Haganà e combatté nei moti in Palestina del 1929.
Durante la rivolta araba del 1936-1939 in Palestina si unì alle Special Night Squads, un'unità di forze speciali britanniche attiva nella Palestina mandataria,  e nel 1938 fu tra i fondatori del kibbutz Eilon, partecipò alla battaglia per il kibbutz Hanita e fu nominato comandante regionale dell'area. Allo scoppio della Seconda Guerra Mondiale entrò nell'Esercito britannico e combatté in Italia e in Germania; al termine del conflitto divenne membro della Palmach, la forza di attacco di èlite dell'Haganà.

### Carriera militare in Israele
Durante la guerra arabo-israeliana del 1948 Yermiya servì l'esercito israeliano come comandante di compagnia nella Galilea orientale ed occidentale e partecipò alla conquista di Nazareth. Fu l'ufficiale che diresse l'assalto che portò alla conquista di Zippori e le sue memorie al riguardo confermano la versione dell'avvenimento che fu fornita dai palestinesi costretti a fuggire. 

#### Massacro di Houla - 31 ottobre 1948
Yermiya era vicecomandante della Brigata Carmeli quando questa invase la Galilea superiore e conquistò il Libano meridionale.
Durante tale operazione Yermiya fu testimone della strage di Houla - 
un eccidio di civili disarmati palestinesi avvenuto nel Libano meridionale il 31 ottobre 1948 - in cui la Brigata Carmeli freddamente giustiziò un numero di persone stimato fra le 34 e le 58.
Yermiya denunciò Samuele Lais - ufficiale a lui sottoposto - come responsabile del massacro.
Lais fu sottoposto a processo da un tribunale militare israeliano che lo condannò a 7 anni di carcere. In appello la pena fu ridotta ad un solo anno, che comunque Lais trascorse in base militare aperta, e nel 1950 fu rilasciato. Nel 1955 Lais ricevette un'amnistia retroattiva del Presidente della Repubblica e, divenuto avvocato, ebbe una brillante carriera politica che culminò alcuni decenni più tardi nella nomina a Direttore generale dell'Agenzia ebraica. Dov Yermiya scrisse allora una lettera di protesta ad Arie Dulzin, direttore dell'Agenzia Ebraica del tempo,  in cui ricordava le responsabilità di Lais nella strage di Houla. La discussione fu riportata dai media israeliani e provocò un dibattito nella società e nella Knesset. Lais fu confermato nel suo ruolo ma perse il posto di direttore dell'Agenzia Ebraica alcuni anni più tardi allorquando pubblicò un rapporto che riportava le critiche e le lamentele degli israeliani che avevano preferito, al momento della creazione dello Stato di Israele, emigrare negli Stati Uniti. 
Dov Yermiya continuò a prestare servizio nell'esercito e raggiunse infine il grado di tenente colonnello.

### Vita da civile
Dopo il pensionamento dalla carriera militare Yermiya divenne membro del kibbutz Sarid, ove lavorò nell'agricoltura e come insegnante di lingua ebraica per i nuovi immigrati. Successivamente lasciò Sarid e si stabilì aè Nahariya, ove trascorse la maggior parte della propria vita prima di ritornare a Eilon ove visse gli ultimi anni della sua vita.
Diventò un attivista per il riconoscimento di pari diritti civili per gli arabi israeliani. In particolare egli si oppose all'estensione delle leggi militari sulle aree arabe (che perdurarono fino al 1966), e rifiutò la nomina a Governatore Militare di Nazareth.
Fu uno dei fondatori del Dipartimento Parchi e Natura del Distretto Settentrionale che divenne parte del Dipartimento parchi e Natura di Israele. Rimase in servizio fino al pensionamento nel 1979, quando divenne coordinatore per la sicurezza del Consiglio Regionale di Ga'aton.

### Servizio da riservista e nella polizia
Nel 1967 il generale David Elazar, comandante del Comando settentrionale delle forze di difesa israeliane, nominò Yermiya comandante della difesa della regione Kiryat Shmona, e da allora in avanti egli prestò servizio come volontario. Nel 1974, il giorno seguente il massacro di Ma'alot, una strage perpetrata da terroristi palestinesi costata la vita a 31 israeliani - fra cui diversi bambini - e ai tre attentatori, Yarmiya creò il corpo della Guardia Civile e ne divenne comandante. Cinque settimane più tardi partecipò all'azione di contro gli infiltrati palestinesi autori dell'attentato a Nahariya.
Durante la guerra civile in Libano prestò servizio come ufficiale di addetto alla gestione amministrativa e contabile dell'unità militare governativa per l'assistenza ai civili.

### Guerra in Libano del 1982
Durante la guerra del Libano del 1982 Yermiya, sessantottenne, si arruolò come volontario, impiegato in un'unità di assistenza ai civili, e rimase sconvolto da ciò di cui fu testimone. Nelle sue memorie descrive la battaglia che portò alla conquista del campo-profughi palestinese di Ain al-Hilweh, presso Sidone - una delle più feroci dell'intero conflitto - e ricorda di come il bombardamento aereo e di artiglieria del campo gli rammentasse quelli a cui aveva assistito nella Seconda Guerra Mondiale. Definì la guerra un errore e scrisse 
Pubblicò il suo diario di guerra su un quotidiano e come conseguenza delle critiche pubbliche che aveva mosso al conflitto fu licenziato dall'esercito; il suo ufficiale comandante scrisse che le sue parole sarebbero potute essere scritte da un militante dell'OLP. 
Yermiya si licenziò quindi dal suo incarico come coordinatore della sicurezza per il Consiglio Regionale di Ga'aton e l'anno seguente divenne noto in Israele quando il suo diario uscì in forma di libro diffusa in lingua ebraica con il titolo Yoman Hamilchama Sheli (Il mio diario di guerra); l'opera - aspramente critica verso le operazioni belliche di Israele nel conflitto nonostante le leggi sulla censura provocò - secondo l'editore - un esteso dibattito quando iniziò a circolare nel Paese ma fu quasi ignorata dai mass-media occidentali.  Solo quando l'opera fu pubblicata in inglese, nel 1984 da South End Press con il titolo My War Diary: Lebanon 5 June - July 1, 1982 (Il Mio Diario Di Guerra - Libano: 5 giugno - 1º luglio 1982), attirò l'attenzione di alcuni intellettuali occidentali, fra i quali Noam Chomsky.
Nel 1983 l'Associazione per i Diritti Civili attribuì ad Yermiya un riconoscimento per i diritti umani per il suo impegno nell'alleviare le sofferenze patite dalla popolazione civile libanese durante le ostilità.

### Ultimi anni
Nel periodo finale della sua vita Yermiya dichiarò apertamente che il sionismo si era rivelato un fallimento e che lo stato di Israele era infine diventato una sventura. Nel luglio del 2009, novantacinquenne, scrisse agli amici manifestando la propria disperazione per la situazione in Israele e Palestina e concluse che
In un'intervista del 2011 per The Last Zionist, un documentario sulla sua vita, affermò 
Dov Yermiya morì il 30 gennaio 2016 nella sua casa nel kibbutz di Eilon.